# Хосеп Бонаплата
Жосеп Бонаплата и Кориол (Барселона, 1795 – Буньол, 2 юни 1843) е каталонски промишлен предприемач, известен с въвеждането на парната машина в Каталония и Испания.

## Ранни години
Баща му Рамон Бонаплата е производител на текстил. Хосеп Бонаплата работи в семейната фабрика до момента, когато баща му се пенсионира и бизнесът е наследен от най-големия му брат Салвадор. През 1828 г. Хосеп започва собствен бизнес – с приятеля си Жуан Виларегут откриват текстилна фабрика за обработка на памук в Салент, с механични тъкачни станове, задвижвани с вода от река Лобрегат. През 1829 г., в опит да модернизира бизнеса, той получава разрешение от испанското правителство за внос на английска парна машина. Бонаплата заминава за Великобритания с Жоан Рул и още един човек, за да изучат текстилната промишленост в Ланкашър и да купят необходимото оборудване за производство от Bolton & Wat, Бирмингам. В Лондон той получава необходимото разрешение за внос на парни двигатели. Бонаплата и Рул се връщат в Каталония през юли 1830 г., а третият човек остава в Манчестър, за да продължи проучването на механизма.

## Предприемач
През септември 1830 Бонаплата основава фабриката El Vapor в квартал Равал на Барселона. Най-напред, през 1832 г., започва работа леярната с работилница за производство на механични тъкачни станове, а година по-късно е отворена самата предачна и тъкачна фабрика. Това е първата фабрика в Испания, в която за задвижване на машините се използва пара. Тя дава работа на 700 души и поставя начало на модернизирането на икономиката.
Фабриката съществува твърде кратко, тай като през август 1835 г. е запалена от противници на въвеждането на машини. Бонаплата дава под съд правителството за бездействието му при бунта и дори се явява на изслушване в Кортесите. Правителството обещава да инвестира в модернизация на индустрията, но само ако той се откаже от иска си за компенсация. Заедно с братята си основава нова компания и нова леярна в Мадрид, а по-късно и в Севиля. Освен индустриалните си начинания Бонаплата инвестира и в земеделска ферма в района на Валенсия, както и в голям проект за сливане на водите на две реки с цел напояване, но той остава нереализиран.

## Заболяване и смърт
Бонаплата страда от тежко респираторно заболяване през целия си живот. На 30 май 1843 Бонаплата предава завещанието си и отпътува за провинцията, но по време на преминаването му през Буньол близо до Валенсия на 2 юни получава тежък астматичен пристъп и умира на 48-годишна възраст.
Тъй като той няма деца, братята му са негови наследници. Известно е, че той е имал извънбрачна дъщеря на име София, но тя е умряла при раждане през 1840 година. Много е вероятно, че Хосеп и майката на детето Хесуса Ромеро са били женени.